# Угу-Наполеан

Угу-Наполеан на карте штата.

Угу-Наполеан (порт. Hugo Napoleão) — муниципалитет в Бразилии, входит в штат Пиауи. Составная часть мезорегиона Северо-центральная часть штата Пиауи. Входит в экономико-статистический микрорегион Медиу-Парнаиба-Пиауиенси. Население составляет 3771 человек на 2010 год. Занимает площадь 224,455 км². Плотность населения — 16,80 чел./км².

## Демография
Согласно сведениям, собранным в ходе переписи 2010 г. Национальным институтом географии и статистики (IBGE), население муниципалитета составляет:
| Полное население                               | Полное население                               | Полное население                               | Полное население                               | 3771  |
| ---------------------------------------------- | ---------------------------------------------- | ---------------------------------------------- | ---------------------------------------------- | ----- |
| в том числе:                                   | Городское население                            | 3098                                           | Процент городского населения, %                | 82,15 |
|                                                | Сельское население                             | 673                                            | Процент сельского населения, %                 | 17,85 |
|                                                | Мужское население                              | 1839                                           | Процент мужского населения, %                  | 48,77 |
|                                                | Женское население                              | 1932                                           | Процент женского населения, %                  | 51,23 |
| Плотность населения, чел/км²                   | Плотность населения, чел/км²                   | Плотность населения, чел/км²                   | Плотность населения, чел/км²                   | 16,80 |
| Население муниципалитета в % к населению штата | Население муниципалитета в % к населению штата | Население муниципалитета в % к населению штата | Население муниципалитета в % к населению штата | 0,12  |

По данным оценки 2016 года, население муниципалитета составляет 3813 жителей.

## Статистика
- Валовой внутренний продукт на 2003 год составляет 6 461 388,00 реалов (данные: Бразильский институт географии и статистики).
- Валовой внутренний продукт на душу населения на 2003 год составляет 1731,81 реалов (данные: Бразильский институт географии и статистики).
- Индекс развития человеческого потенциала на 2000 год составляет 0,575 (данные: Программа развития ООН).